# Stadio Lido
Das Stadio Lido ist ein Fußballstadion mit Leichtathletikanlage in der Schweizer Stadt Locarno im Kanton Tessin. Es ist die Heimstätte des Fussballclubs FC Locarno. Das Stadion wurde 1926 gebaut und ist im Besitz der Stadt Locarno. Die Kapazität beträgt insgesamt 5'000 Zuschauer. Davon 1'000 auf Sitzplätzen und 4'000 auf Stehplätzen. Die Spielfläche besteht aus Naturrasen.